# Beatrice Wishart

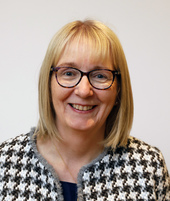
Beatrice Wishart

Beatrice Wishart (geboren 1955 oder 1956 in Lerwick) ist eine schottische liberaldemokratische Politikerin und Abgeordnete im Schottischen Parlament für den Wahlkreis Shetland. Sie erlangte ihren Sitz 2019 in einer Nachwahl, nachdem ihr Vorgänger, der ehemalige Vorsitzende der schottischen Liberaldemokraten und ehemalige schottische Verkehrsminister Tavish Scott, sein Amt niederlegte, um einen Posten beim schottischen Rubgyverband zu übernehmen.

## Leben
Wishart wurde in Lerwick, der Hauptstadt der Shetlands, geboren und verbrachte den größten Teil ihres Lebens auf der Inselgruppe. Sie besuchte die Anderson High School in Lerwick. Nachdem sie zwischenzeitlich auf Orkney lebte und arbeitete, liegt ihr Wohnsitz seit 2007 wieder in Lerwick. Sie hat drei Töchter und fünf Enkelkinder.

## Politischer Werdegang
Wishart leitete lange Zeit die Ortsbüros des Unterhaus-Abgeordneten Alistair Carmichael sowie ihres Vorgängers Tavish Scott in Shetland. Von 2017 bis 2019 war sie unabhängige Abgeordnete im Rat von Shetland für Lerwick-Süd und dort Mitglied des Bildungsausschusses.
Seit dem 3. September 2019 ist sie Abgeordnete im schottischen Parlament. Bei den Parlamentswahlen 2021 verteidigte sie ihren Sitz und erreichte dabei 48,5 Prozent der abgegebenen Stimmen. Sie ist Sprecherin der Liberaldemokraten in Verbindungsfragen sowie für Angelegenheiten des ländlichen Raums. Von September 2021 bis Januar 2023 war sie stellvertretende Vorsitzende des Ausschusses für ländliche Angelegenheiten, die Inseln und Umwelt.
2022 initiierte sie mit ihrem Vorgänger Alistair Carmichael eine Kampagne, um die alternden Fähren, welche die Shetland-Inseln miteinander verbinden, ganz oder teilweise durch Tunnel zu ersetzen.